# Marc Racicot

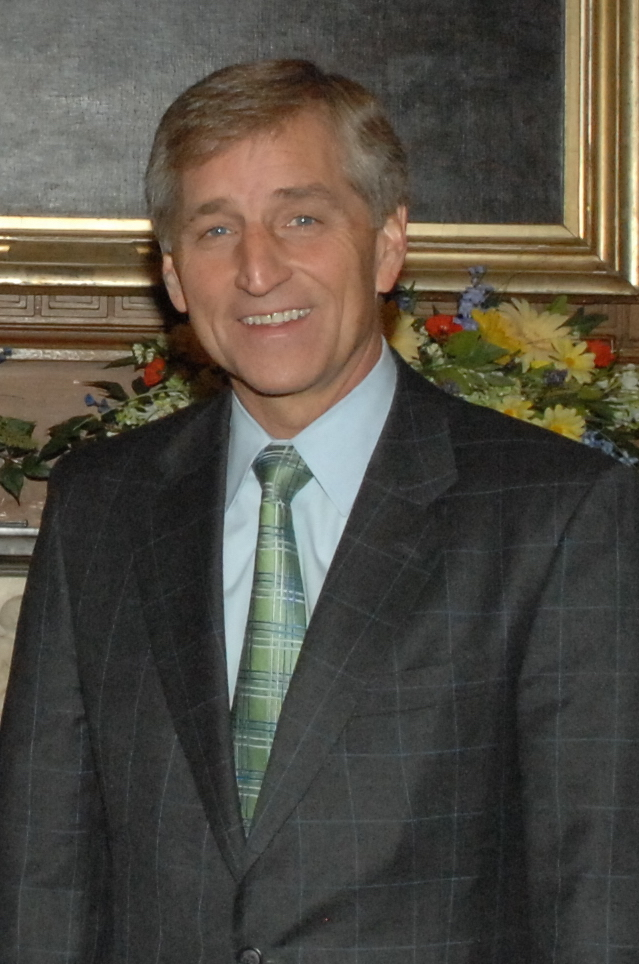
Marc Racicot (2008)

Marc F. Racicot (* 24. Juli 1948 in Thompson Falls, Montana) ist ein US-amerikanischer Politiker der Republikanischen Partei. Er war von 1993 bis 2001 Gouverneur des Bundesstaates Montana.

## Frühe Jahre
Marc Racicot verbrachte seine Kindheit in Libby. Bis 1970 besuchte er das Carroll College in Helena. Nach einem Jurastudium an der Law School der University of Montana wurde er 1973 als Anwalt zugelassen. Danach trat er in die US-Armee ein und wurde in Deutschland stationiert. Dort war er militärischer Staatsanwalt.

## Politischer Aufstieg
Nach seiner Heimkehr im Jahr 1976 wurde er stellvertretender Staatsanwalt im Missoula County. Im Jahr 1977 wurde er stellvertretender Justizminister (Attorney General) von Montana und gleichzeitig Sonderstaatsanwalt für schwierige Fälle. Im Jahr 1988 wurde er dann selbst Justizminister seines Staates. 1992 wurde er Gouverneur von Montana. Er gewann mit 51 % der Stimmen gegen die demokratische Kandidatin Dorothy Bradley. 1996 kandidierte Racicot erneut für das Amt. Chet Blaylock, welcher als Gegenkandidat aufgestellt wurde, starb noch vor der Wahl am 23. Oktober 1996. Der Wahlkampf der Demokraten wurde von Judy Jacobson fortgeführt. Racicot gewann die Wahl mit 79 % der Stimmen.

## Gouverneur von Montana und weiteres Leben
Racicots insgesamt achtjährige Amtszeit begann am 4. Januar 1993. In dieser Zeit wurde die Staatsverschuldung von 200 Millionen Dollar in einen Überschuss von 22,4 Millionen Dollar verwandelt. Daraufhin konnte er die Abgabenlast der Bürger vermindern. Allerdings stiegen die Energiekosten aufgrund einiger Umstrukturierungen auf diesem Gebiet, die der Gouverneur in die Wege geleitet hatte. In seiner Zeit wurden auch einige Sozial- und Arbeitsgesetze überarbeitet.
Von 2002 bis 2003 führte Racicot den Vorsitz im Republican National Committee, der Parteiorganisation der Republikaner. Heute ist er Präsident der American Insurance Association (AIA), einer Interessensgemeinschaft der amerikanischen Versicherungen. Racicot ist mit Theresa Barber verheiratet. Das Paar hat fünf Kinder.